# Legio II (Pompeo)
La legio II era un'unità militare romana di epoca tardo repubblicana arruolata da Gneo Pompeo Magno nella penisola italica nell'anno di consolato del 55 a.C. Fu inviata in Hispania nel 52 a.C. Sembra abbia partecipato ad una campagna in Lusitania maturando in questi anni una notevole esperienza di combattimento. Prese parte alla campagna di Lerida del 49 a.C., al termine della quale passò in parte insieme alla Legio Vernacula dalla parte del vincitore, Cesare. Fu, quindi, posta sotto il comando del legato della Hispania Ulterior, Quinto Cassio Longino, per i successivi due anni. Nel 48 a.C. fu inviata in Africa per combattere i pompeiani, ma a causa delle difficoltà incontrate nella campagna militare, si ammutinò e fu ricondotta in Spagna, nella capitale provinciale, Cordova che si era ribellata. Poco più tardi passò nuovamente dalla parte dei pompeiani (offrendosi a Quinto Cecilio Metello Pio Scipione Nasica che si trovava in Africa), ed al loro fianco combatté nella successiva battaglia di Munda (45 a.C.) dove fu probabilmente distrutta.
Vi sarebbero chi ritiene che questa stessa legione sia sopravvissuta alla disfatta dei Pompeiani e sia la stessa che troviamo tra le forze cesariane in Epiro, ad Apollonia, in vista della campagna di Cesare contro i Parti e che poi sia andata a costituire la legio II di Marco Antonio..
Secondo Lawrence Keppie tuttavia la Legio II presente in Macedonia e trasferita da Marco Antonio a Brindisi per la guerra di Modena in realtà sarebbe la Legio II arruolata da Giulio Cesare durante il suo consolato del 48 a.C.. Marco Antonio avrebbe pagato a questa legione un donativo, per evitare che passasse dalla parte di Ottaviano, come avevano già fatto la legio Martia e la IIII.
Alcuni, infine sostengono, che la stessa legione, al termine della guerra civile tra Antonio e Ottaviano, quest'ultimo potrebbe averla sciolta, tra il 30 ed il 14 a.C., quando furono mandati in congedo tra i 105.000 ed i 120.000 veterani.